# Heidi Kozak
Heidi Kozak-Haddad (ur. 1956 w Wilkes-Barre, stan Pensylwania, jako Heidi Karin Kozak) – amerykańska aktorka.

## Filmografia

### Filmy
- 2010: Sleepless Nights: Revisiting the Slumber Party Massacres (film dokumentalny) jako ona sama
- 2003: Recipe for Disaster (film telewizyjny) jako agentka nieruchomości
- 1989: Towarzystwo (Society) jako Shauna
- 1988: Piątek, trzynastego VII: Nowa krew (Friday the 13th Part VII: The New Blood) jako Sandra
- 1987: Zimna stal (Cold Steel) jako gangsterka
- 1987: Mord podczas nudnego przyjęcia (Slumber Party Massacre 2) jako Sally Burns
- 1986: Child's Cry (film telewizyjny) jako recepcjonistka

### Seriale telewizyjne
- 1993: Doktor Quinn (Dr. Quinn, Medicine Woman, 1993–1998) jako Emily Donovan (sezon 1; 10 odcinków)
- 1989: Mama's Family, 1983–1990 jako Terri Gebhardt (1 odcinek)
- 1988: Matlock, 1986–1995 jako Alice Wierman (1 odcinek)
- 1987: Gliniarz i prokurator (Jake and the Fatman, 1987–1992) jako Lana (1 odcinek)
- 1987: Strefa mroku (The Twilight Zone, 1985–1989) jako Adrienne (1 odcinek)
- 1987: Silver Spoons, 1982–1987 jako Bonnie (1 odcinek)
- 1987: Dzieciaki, kłopoty i my (Growing Pains, 1985–1992) jako Bonnie (1 odcinek)
- 1986: ABC Weekend Specials, 1977–1995 jako pokojówka (1 odcinek)